# 추크주 (스위스)
추크주(독일어: Zug)는 스위스 중북부에 있는 주이다.

## 개요
스위스 중북부, 알프스산맥 기슭에 위치한다. 추크호가 남쪽에 있으며, 로이스강이 흐른다. 주도 추크를 중심으로 발전한 곳이다. 1315년 모르가르텐 전투에서 승리를 거두었으며, 1352년 스위스 동맹에 가입했다. 18세기 말 헬베티아 공화국 성립 때 발트슈테텐 주의 일부로 편입되었다가 1803년 발트슈테텐 주가 해체되면서 다시 추크 주로 분리되었다. 1814년 주 헌법이 제정되고 직접민주주의 제도는 폐지되었다. 1845년 가톨릭 분리주의 동맹에 참여했으나, 전쟁에서 패했다.
낙농업·목축업·과수 재배가 활발하고, 식품·섬유·금속 공업이 이루어진다. 주민은 주로 독일어를 쓰며, 가톨릭 신자가 많다.